# George Steele
William James "Jim" Myers (Detroit, 16 de abril de 1937 — Cocoa Beach, 16 de fevereiro de 2017) foi um lutador profissional estadunidense, mais conhecido pelo seu nome no ringue George "The Animal" Steele. Lutando majoritariamente pela World Wrestling Federation (WWF), Steele foi induzido ao Hall da Fama da companhia em 1995.
Morreu em 16 de fevereiro de 2017, aos 79 anos, de insuficiência renal.

## Carreira na luta profissional

### Início (1960—1968)
Myers começou a lutar como o mascarado The Student em Detroit. Ele também lutou na Big Time Wrestling, onde manteve uma longa rivalidade com The Sheik e ganhou a versão de Detroit do Campeonato Mundial de Duplas da NWA com Frankie Laine.

### World Wide Wrestling Federation / World Wrestling Federation (1968—1990)
No começo de sua carreira na World Wide Wrestling Federation (WWWF), Steele tinha Mr. Fuji como seu agente e atuava como um vilão violento, passando a pintar sua língua de verde e atacar a proteção dos córneres para comer. Entre 1968 e 1978, Steele enfrentou e foi majoritariamente derrotado pelos campeões da WWWF Bruno Sammartino, Pedro Morales e Bob Backlund. Em 1974, Steele lutou na Summer Action Series da All Japan Pro Wrestling (AJPW), sendo derrotado por Thunder Sugiyama e por Giant Baba. Ele retornou ao Japão em 1979, desta vez pela New Japan Pro Wrestling (NJPW), perdendo a maioria dos combates para lutadores como Tatsumi Fujinami e Antonio Inoki. Em 1984, Steele conseguiu diversas vitórias contra o campeão da WWF Hulk Hogan por desqualificação, assim, não conquistando o título. No primeiro Saturday Night's Main Event em 11 de maio de 1985, Steele, Nikolai Volkoff e The Iron Sheik foram derrotados por Mike Rotundo, Barry Windham e Ricky Steamboat. Pouco tempo depois, Steele tornou-se um mocinho. A rivalidade inicial se deu contra seus ex-parceiros Volkoff e Iron Sheik, que o abandonaram no Saturday Night's Main Event.
Em 1986, Steele apaixonou-se por Miss Elizabeth, esposa e valet de "Macho Man" Randy Savage. No WrestleMania 2, Savage derrotou Steele para manter o título intercontinental. A rivalidade continuou durante todo o ano, com Savage derrotando Steele pelo título até o WrestleMania III, quando Steele interferiu no combate pelo título entre Savage e Steamboat, causando a derrota de Savage. Em 1987, Steele passou a lutar predominantemente em eventos não-televisionados e como dupla de Junkyard Dog. No WrestleMania IV, Steele participou de uma battle royal. No entanto, ele foi desqualificado por não entrar oficialmente no ringue. Durante o combate, ele atacou Ron Bass por ter eliminado Junkyard Dog. Fazendo poucas aparições após isso, Steele aposentou-se por conta da Doença de Crohn e tornou-se um produtor nos bastidores até deixar a companhia em 1990.

### Aposentadoria (1988—2017)
Steele tornou-se parte do Hall da Fama da World Wrestling Federation em 1995.
Em janeiro de 1999, Steele retornou à WWF como membro dos Oddities (com Kurrgan, Golga e Giant Silva). No Raw is War de 25 de janeiro, Steele foi derrotado por Droz. Ao fim do combate, Droz continuou a atacar Steele até que Kurrgan e Golga o salvara. Em fevereiro, Steele, Golga, Silva e Kurrgan foram derrotados por 8-Ball, Skull, Brian Christopher e Scott Taylor no Sunday Night Heat e no Shotgun Saturday Night.
No WCW Monday Nitro de 10 de janeiro de 2000, Steele foi introduzido como o oponente de Jeff Jarrett como parte da rivalidade entre os Old Age Outlaws (Terry Funk, Arn Anderson, Paul Orndorff e Larry Zbyszko) contra a nWo de Jarrett. Com Chris Benoit como árbitro de uma luta Bunkhouse Brawl, Steele derrotou Jarrett após Anderson aplicar um spinebuster em Jeff e Benoit colocar Steele em cima de Jarrett.
Steele fez uma aparição no Slammiversary da Total Nonstop Action (TNA) em 8 de junho de 2008 como um dos padrinhos do casamento de Jay Lethal e So Cal Val, ao lado de Kamala, Jake Roberts e Koko B. Ware.
Steele retornou à WWE durante o Raw de 15 de novembro de 2010, conhecido como "Old School Raw", no qual diversos antigos lutadores retornaram por uma noite. Durante o combate entre Kofi Kingston e David Otunga, Steele atacou o revestimento do córner do ringue. A distração permitiu que Kingston vencesse.

## Carreira como ator
Steele interpretou Tor Johnson no filme Ed Wood (1994), de Tim Burton.

## Na luta profissional
- Movimentos de finalização
  - Flying Hammerlock[4]
- Alcunhas
  - "The Animal" ("O Animal")[4]
- Managers[11]
  - The Grand Wizard
  - "Classy" Freddie Blassie
  - Captain Lou Albano
  - Mr. Fuji

## Títulos e prêmios
- Big Time Wrestling
  - NWA World Tag Team Championship (versão de Detroit) (1 vez)[16] – com Frankie Laine
- National Wrestling Federation
  - NWF North American Heavyweight Championship (1 vez)[17]
- Superstars of Wrestling
  - Superstars of Wrestling Canadian Heavyweight Championship (1 vez)[18]
- World Wrestling Federation
  - Hall da Fama da WWF (Classe de 1995)[11]
  - Slammy Award por Melhor Performance por um Animal (1987)[19]